# سلفاتور أدامو
سلفاتور أدامو أو فقط كـ أدامو (بالفرنسية Salvatore Adamo) المولود في إيطاليا في الأول من نوفمبر/تشرين الثاني 1943 هو مغني بلجيكي - إيطالي شهير ومحبوب في فرنسا وكل القارة الأوروبية وفي أميركا اللاتينية وفي آسيا وأيضا في بلدان الشرق الأوسط والعالم العربي.
له إغنيات شهيرة مثل «تومب لا نيج»، «لا نوي» و«انشالله».

## روابط خارجية
- سلفاتور أدامو على موقع IMDb (الإنجليزية)
- سلفاتور أدامو على موقع مونزينجر (الألمانية)
- سلفاتور أدامو على موقع ميوزك برينز (الإنجليزية)
- سلفاتور أدامو على موقع أول ميوزيك (الإنجليزية)
- سلفاتور أدامو على موقع أول ميوزيك (الإنجليزية)
- سلفاتور أدامو على موقع ديسكوغز (الإنجليزية)
- سلفاتور أدامو على موقع قاعدة بيانات الفيلم (الإنجليزية)
- سلفاتور أدامو على موقع كينوبويسك (الروسية)